# Andrea Ghisi
Pour les articles homonymes, voir Ghisi.
Andrea Ghisi né au XIIe siècle à Venise et mort entre 1266 et 1277 fut, avec son frère Geremia, Seigneur de Tinos et Mykonos dans les Cyclades à la suite de la Quatrième Croisade.
Il existe peu de renseignements sur Andrea Ghisi avant 1207. Le Doge Andrea Dandolo écrivit une histoire de Venise depuis les origines (dite Chronica extensa) autour de 1350. Cette chronique dit des frères Ghisi qu'ils auraient reçu Tinos, Mykonos, Skyros, Skopelos et Skiathos après la Quatrième Croisade. Andrea lui-même aurait obtenu Tinos et Mykonos pour lesquelles il aurait prêté hommage à l'empereur latin de Constantinople. Cependant, une étude récente s'appuyant sur les rares documents contemporains conclut que les frères Ghisi n'ont vraisemblablement conquis leur domaine que plusieurs années près l'expédition de Marco Sanudo.
Il eut une fille et sept fils, dont seuls deux lui survécurent : son successeur Bartolomeo et Marino.